# Dysdera limitanea
Dysdera limitanea este o specie de păianjeni din genul Dysdera, familia Dysderidae, descrisă de Dunin, 1985.
Este endemică în Turkmenistan. Conform Catalogue of Life specia Dysdera limitanea nu are subspecii cunoscute.